# SD Worx-Protime
SD Worx-Protime (UCI код: SDW) — профессиональная команда по велоспорту, базирующаяся в Нидерландах и выступающая в элитных шоссейных велогонках, таких как UCI Women's World Tour.
В период с 2012 по 2020 годы титульными спонсорами команды были голландская компания по прокату оборудования, Boels Rental, и голландская компания по гражданскому строительству, Dolmans Landscaping. Обе компании прекратили свое титульное спонсорство команды в конце сезона 2020 года. В феврале 2020 года было объявлено, что бельгийская компания SD Worx станет титульным спонсором команды в период с 2021 по 2025 годы.

## История команды

### 2014
На специальной пресс-конференции в октябре 2013 года было объявлено, что голландская чемпионка мира по шоссейному велоспорту в индивидуальной гонке, Эллен ван Дейк, присоединится к команде после подписания трёхлетнего контракта. До этого она пять лет работала в Specialized-lululemon. 1 марта к команде присоединилась Санне ван Пассен (Rabo-Liv). 
После победы на Омлоп ван хет Хегеланд в начале марта Лиззи Армитстед выиграла и первую гонку Кубка мира, Тур Дренте. В последующих гонках Кубка мира она трижды финишировала на втором месте, сохраняя лидерство в общем зачёте Кубка мира. 
В начале апреля, пройдя в одиночку около 30 километров, Эллен ван Дейк выиграла гонку Кубка мира «Тур Фландрии».

### 2015
Команда начала сезон с Женского Тура Катара. Эллен ван Дейк выиграла второй этап и возглавила генеральную классификацию.

### 2016
В рамках подготовки к сезону 2017 года команда подписала контракт с Анной ван дер Брегген из Rabo-Liv. Команда также продлила контракты с Меган Гарнье, Шанталь Блак, Кристине Маерус, Амалией Дидериксен, Никки Браммайер, Лиззи Армитстед и Кэрол-Энн Канюэль. Эллен Ван Дейк покинула команду и присоединилась к Team Liv-Plantur. 11 августа Эвелин Стивенс объявила о своём уходе из команды в конце сезона.